# Melt (Straitjacket Fits)
Melt è il secondo album in studio long playing del gruppo musicale neozelandese Straitjacket Fits, pubblicato nel 1990 dalla Flying Nun Records in Nuova Zelanda e Australia e dalla Arista Records in Europa e negli Stati Uniti d'America. Vennero pubblicati anche tre singoli, "Bad Note for a Heart", "Roller Ride" e "Down in Splendour"; quest'ultimo nel 2001 venne poi posizionato al n. 32 delle migliori 100 canzoni della Nuova Zelanda di tutti i tempi in occasione del 75º anniversario dell'Australasian Performing Right Association. Il video musicale di "Bad Note for a Heart" vinse il premio per il miglior video musicale della Nuova Zelanda del 1990.

## Tracce
1. Bad Note For A Heart – 3:48
2. Missing Presumed Drowned – 2:52
3. Melt Against Yourself – 3:37
4. Headwind – 3:24
5. Down In Splendour – 3:41
6. A.P.S – 4:23
7. Quiet Come – 3:23
8. Such A Daze – 3:05
9. Skin To Wear – 3:18
10. Hand In Mine – 2:53
11. Roller Ride – 3:09
12. Cast Stone – 6:00

## Formazione
- David Wood (basso)
- John Collie (batteria)
- Andrew Brough (chitarra, tastiere)
- Shayne Carter (chitarra, voce, tastiere)